# Paranormal Activity
Paranormal Activity je americký horor z režie Orena Peliho. Film připomíná domácí video a tak vzbuzuje pocit reality. I přes malý rozpočet, 15 000 dolarů, měl film úspěch a celkově vydělal 193 355 800 dolarů.

## Děj
Katie a její přítel Micah se nedávno přestěhovali do domu na předměstí San Diega, v Kalifornii. Katie tvrdí, že duch, který ji pronásledoval už od mládí, žije s nimi v domě. Najme médium, Dr. Fredrichse, který říká, že je nepronásleduje duch, ale démon – říká, že se démon živí negativní energií a jeho smyslem je pronásledovat a mučit Katie bez ohledu na to, kde se zrovna nachází. Před odjezdem jim poradí, aby démona neuráželi ani s ním nekomunikovali a aby se spojili s demonologem Dr. Johanem Averiesem pro pomoc. Namísto toho Micah každou noc zapíná videokameru v jejich ložnici, aby zaznamenal paranormální aktivity, které by mohly nastat během jejich spánku v naději, že vyřeší problém sám.
Již několik nocí kamera zachycuje nadpřirozené jevy, jako jsou samovolně pohybující se objekty, světla, zapínání a vypínání televize, zvuky, hlasy a kroky na schodech. Brzy potom se Katie náhle v noci probudí, asi 2 hodiny zírá na Micaha, potom jde na zahradu a lehne si do houpačky. Micah pro ni přichází, Katie však odmítá jít nahoru a nakonec jí Micah jde aspoň pro deku a Katie se mezitím vrátí zpět do postele. Ráno si nic nepamatuje.
Katie je už podrážděná tím, že Micah všechno točí a rozzlobí se, když Micah přináší domů Ouiju, navzdory varování média a jejímu zákazu. Zatímco oni dva jsou z domu, kurzor Ouija (deska s abecedou na vyvolávání duchů) se na desce samovolně pohybuje a následně vzplane malý oheň, ten ale opět sám zhasne. Tu noc Micah popráší pudrem podlahu a později najdou nelidské stopy vedoucí do ložnice z podkroví. V podkroví najde Micah spálenou fotografii mladé Katie, která si dříve myslela, že byla zničena při požáru jejího domu.
Když Micah nakonec souhlasí s pozváním Dr. Averiese, je doktor již zaměstnán a tak pozvou namísto toho aspoň Dr. Fredrichse. Když médium přijede, dostane pocit hrůzy. Omlouvá se, že i přes jejich prosby o pomoc nemůže zůstat a že by se démon jenom naštval. O dvě noci později je Katie vytáhnuta z postele na chodbu neviditelnou silou. Micah uslyší její křik a přivede ji zpět. Druhý den objeví kousance na zádech.
Vystrašený a vyčerpaný manželský pár se rozhodne, že půjdou do hotelu. Později najde Micah Katie na zemi. Katie drží krucifix tak pevně, že krvácí na dlani. Micah ve vzteku spálí kříž a obrázek, který našel v podkroví. Najednou Katie jako proměněná trvá na tom, že zůstanou doma.
Později ten večer kamera zaznamená následující: Katie se probudí, vstane a zírá na Micaha zatímco on spí. Poté sejde po schodech dolů do tmy a začne křičet. Micah se probudí a běží za ní. Poté je z přízemí slyšet, co připomíná boj. Křik náhle přestane a po krátké odmlce následuje zvuk těžkých kroků přicházejících po schodech. Katie se pomalu vrací, její oblečení je nasáklé krví. Katie si sedne na zem před postel a začíná se klimbat, klimbá se asi 8 hodin. Po marném telefonátu do domu se dostaví Katieina kamarádka, která zakřičí a odběhne pro policii. Katie je později zastřelena při útoku na policistu. Film končí zprávou, že Micahovo tělo bylo nalezeno 3 dny poté a Katie zmizela.
Film má 3 alternativní konce. V prvním z nich, poté co zvuky boje v přízemí ustanou, je přímo do kamery vrženo Micahovo bezvládné tělo a poslední sekundy záběru ukazují obličej posedlé Katie. Ve druhém alternativním konci si Katie po návratu do ložnice podřízne hrdlo. Ve 3. konci se Katie vrátí z přízemí, poté co zvuky ustanou, a po pár hodinách sezení a kývání je zastřelena policií.

## Obsazení
| Katie Featherston | Katie                            |
| Micah Sloat       | Micah                            |
| Mark Fredrichs    | Dr. Friedrichs, médium           |
| Amber Armstrong   | Amber, kamarádka Katie           |
| Ashley Palmer     | Diane, posedlá dívka z internetu |